# 加納浩敬
加納浩敬（かのう ひろたか、1982年4月4日生まれ）は、日本のシンガーソングライター、作曲家。インディーズレーベル・LP&MORE RECORDSに所属。
活動する時は、Briny(ブライニー)名義で活動。
岐阜県出身。血液型B型。

## 来歴
- 中学時代にギターを始め、次第に音楽の道に傾倒していく。
- 高校時代にいくつかのバンドを結成。その頃はボーカルではなく、ギタリストとして活動していた。
- 20歳の時にマルチクリエーター瀬名快伸と出会い、本格的にシンガーとしての道を進み始める。
- インディーズレーベル・ADVANCE RECORDS(現LP&MORE RECORDS)からインディーズデビューシングル『SO LONG HAPPINESS』をリリース。同時に『SO LONG HAPPINESS』のPVも撮影。撮影監督は同レーベルのプロデューサーでもある瀬名快伸。
- FMかにかも放送で、音楽研究番組『POP☆LAB』、総合エンターテイメント番組『エンタチャート』のメインパーソナリティを務める。
- ダンスフェスティバルの司会進行を務めたこともある。
- 名古屋ケーブルテレビ『スターキャット』内の番組・「でら名古屋人」にて、ドキュメンタリー風の人物紹介をされた。
- 2008年、単身ニューヨークへ渡米

ルーサー・ヴァンドロス、メルバムーア、バレリーシンプソン、スティービーワンダー、ベン・E・キングのバックコーラスを務め、「セサミストリート」等にも出演していたヴォイストレーナー・Beverly Hanshaw Smithから指導を受ける。
- 2人組R&BユニットZephyrの一人としても活動をしている。

## エピソード
- ギタリストからシンガーになるきっかけは高校時代に聞いたMr.Childrenの終わりなき旅がきっかけ。

精神的に追い込まれていた時、この歌を聴いて励まされたらしく、本人いわく、「自分もこんな歌を歌って、誰かの力になりたいと思うようになった」とのこと。
- 東京のライブイベントに初めて参加した時、自分のシンガーとしての実力のなさを痛感。このままではいけないと思い、武者修行で単身渡米。まともに英語が話せなかった為、苦労したという。
- 以前はシンガー名をゴロの良さからBriny-G・O-gray(ブライニー・ジオ・グライ)と名乗っていたが、覚えにくい為、現在は略称のBrinyと名乗っている。
- 一見、しっかりものに見えるが、なかなかの天然ボケである。
- 学生時代はかなりのゲーマー。徹夜でやり込んだこともしばしば。
- 男４人兄弟の次男。実家には1000冊を超えるマンガがあり、学生時代はたまり場となっていた。

## ディスコグラフィ
- 1st Single『SO LONG HAPPINESS』
- 2nd Single『RISING SUN』
- 3rd Single『LINK』
- コンピレーションアルバム『Mixssim』3曲目「Time after Time」で加納浩敬として参加。
- コンピレーションアルバム『Mixssim2』6曲目「Angela」でBriny-G・O-grayとして参加。
- コンピレーションアルバム『Mixssim3』1曲目「Summer Smile」でZephyrとして参加。
- コンピレーションアルバム『Mixssim4』11曲目「Tearful face」でZephyrとして参加。

## ラジオ
- 過去のレギュラー番組
  - FMかにかも放送『POP☆LAB』 DJ
  - FMかにかも放送『エンタチャート』 DJ

## TV
- 過去の出演番組
  - 名古屋ケーブルテレビ『スターキャット』内番組「でら名古屋人」